# Rick Larsen
Richard Ray Larsen (Arlington, 15 giugno 1965) è un politico statunitense, membro della Camera dei Rappresentanti per lo stato di Washington dal 2001.

## Biografia
Allievo dell'Università del Minnesota, Larsen entrò in politica con piccoli incarichi, fra cui quello di consigliere della contea di Snohomish.
Nel 2001 venne eletto deputato alla Camera dei Rappresentanti come membro del Partito Democratico. Fu poi rieletto altre cinque volte.
Larsen è un democratico moderato e fa parte della New Democrat Coalition. Tuttavia è sensibile ad alcune tematiche progressiste come l'aborto e la riforma sanitaria.